# 小縫
小縫（しょうほう）は、664年から685年まで日本で用いられた冠位である。上から数えて4番目で、大縫の下、大紫の上にあたる。
天智天皇3年（664年）2月9日の冠位二十六階で、以前の小繡を改めて設けられた。大臣級の高位であったが、この冠位を受けた人物は知られない。天武天皇14年（685年）1月21日の冠位四十八階で冠位の名称が全面的に変わり、廃止された。